# Církev československá husitská
Církev československá husitská (zkratka CČSH, do roku 1971 pouze Církev československá, zkratka CČS) je křesťanská církev vyhlášená 8. ledna 1920. Jde původně o specificky českou národní církev, jejíž působení je omezeno prakticky jen na dnešní Českou a Slovenskou republiku. Při sčítání lidu v roce 2011 se k ní hlásilo v Česku 39 276 věřících a na Slovensku podle údajů z roku 2011 1 782 věřících. V roce 2021 se k ní v Česku přihlásilo 23 610 obyvatel. Je postavena na zásadách presbyterních s prvky episkopálními; od roku 1994 se hlásí k Leuenberské konkordii.
Církev československá husitská za zdroje své nauky označuje snahu o návrat k prvotní církvi či k pravému jádru křesťanství. Podobně jako Českobratrská církev evangelická se považuje za pokračovatelku učení mistra Jana Husa a husitství, které je zde pokládáno za specificky českou formu křesťanství. Nauka církve vychází ze závěrů radikální části české katolické moderny vedené Karlem Farským a dalšími katolickými duchovními, kteří se na přelomu let 1919 a 1920 odštěpili od římskokatolické církve.

## Historie
| Rok  | Věřících v Česku dle sčítání lidu | Věřících v Česku dle sčítání lidu |
| ---- | --------------------------------- | --------------------------------- |
| 1921 | 523 232                           | 5,23 %                            |
| 1930 | 779 672                           | 7,30 %                            |
| 1950 | 946 813                           | 10,64 %                           |
| 1991 | 178 036                           | 1,73 %                            |
| 2001 | 99 103                            | 0,97 %                            |
| 2011 | 39 276                            | 0,37 %                            |
| 2021 | 23 610                            | 0,22 %                            |

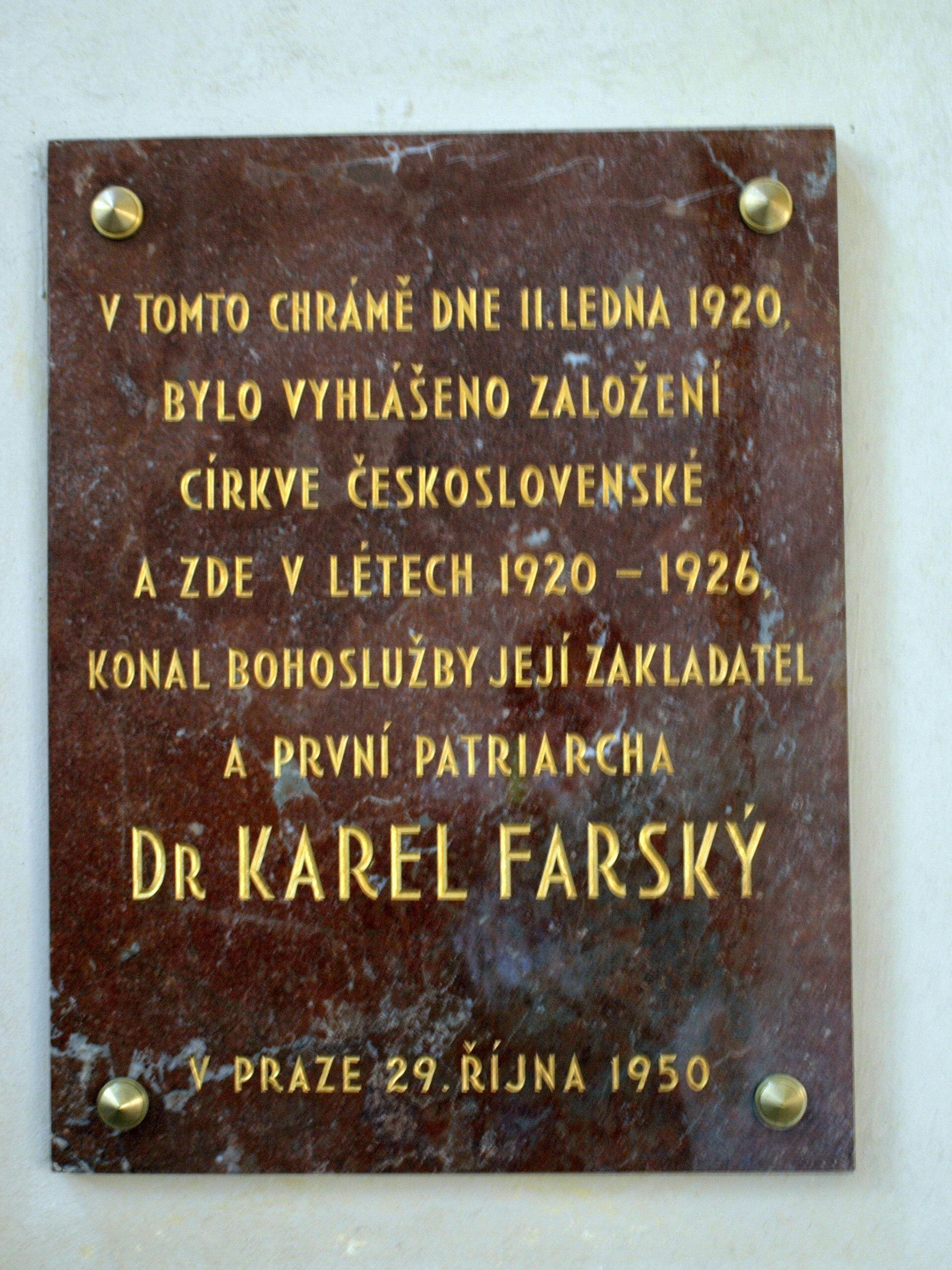
Pamětní deska k uctění založení Československé církve husitské a Karlu Farskému v chrámu svatého Mikuláše v Praze na Starém Městě

Církev československá se začala odštěpovat od římskokatolické církve o Vánocích 1919. Její vznik je spojen s politickými změnami po první světové válce, kdy nově vzniklá Československá republika hledala nejen politickou, ale i duchovní a náboženskou identitu. Římskokatolická církev totiž byla od konce 19. století zejména v intelektuálních a politických kruzích chápána jako jeden z nástrojů habsburské protičeské politiky a jako brzda politických ambicí českého národa. To se projevovalo také v části samotné české katolické církve: někteří duchovní usilovali o přizpůsobení stále více se prosazujícímu nacionálnímu vnímání věřících, jehož vnějším projevem bylo užívání češtiny v liturgii a otázka postoje k náboženským problémům českých dějin. Tito tzv. katoličtí modernisté byli organizováni v Jednotě katolického duchovenstva, jež však nedosáhla uznání u vedení církve.
Po vzniku ČSR mezi lidmi šířil odmítavý postoj ke katolické církvi jako zdiskreditovanému nástroji habsburské moci („pryč od Vídně a od Říma“) a znovu se obnovila snaha o její reformu zevnitř, zejména u modernistických kněží z Jednoty katolického duchovenstva. Vyvrcholením jejich snažení a opozice k církevnímu vedení byly o Vánocích 1919 bohoslužby v češtině, pro něž liturgii velice rychle připravil Karel Farský a zhudebnil Josef František Pícha. Na 8. ledna 1920 byl do Národního domu na Smíchově svolán první sněm, na kterém byla oficiálně vyhlášena nová, „národně pojatá“ Církev československá. Vznik církve byl vyhlášen provoláním „Národu československému“, které její ustavující Sněm schválil 10. ledna 1920 a které bylo zveřejněno o den později, 11. ledna 1920. Státem byla Československá církev uznána 15. září téhož roku. Na některých místech docházelo zpočátku k nepokojům mezi věřícími Československé církve a katolíky, protože členové nové církve se snažili zabírat násilím pro své bohoslužby katolické kostely. Obce této církve vznikaly i na Slovensku (viz článek Církev československá husitská na Slovensku) a na Podkarpatské Rusi (viz článek Církev československá na Podkarpatské Rusi).

### Hledání orientace a budování církve

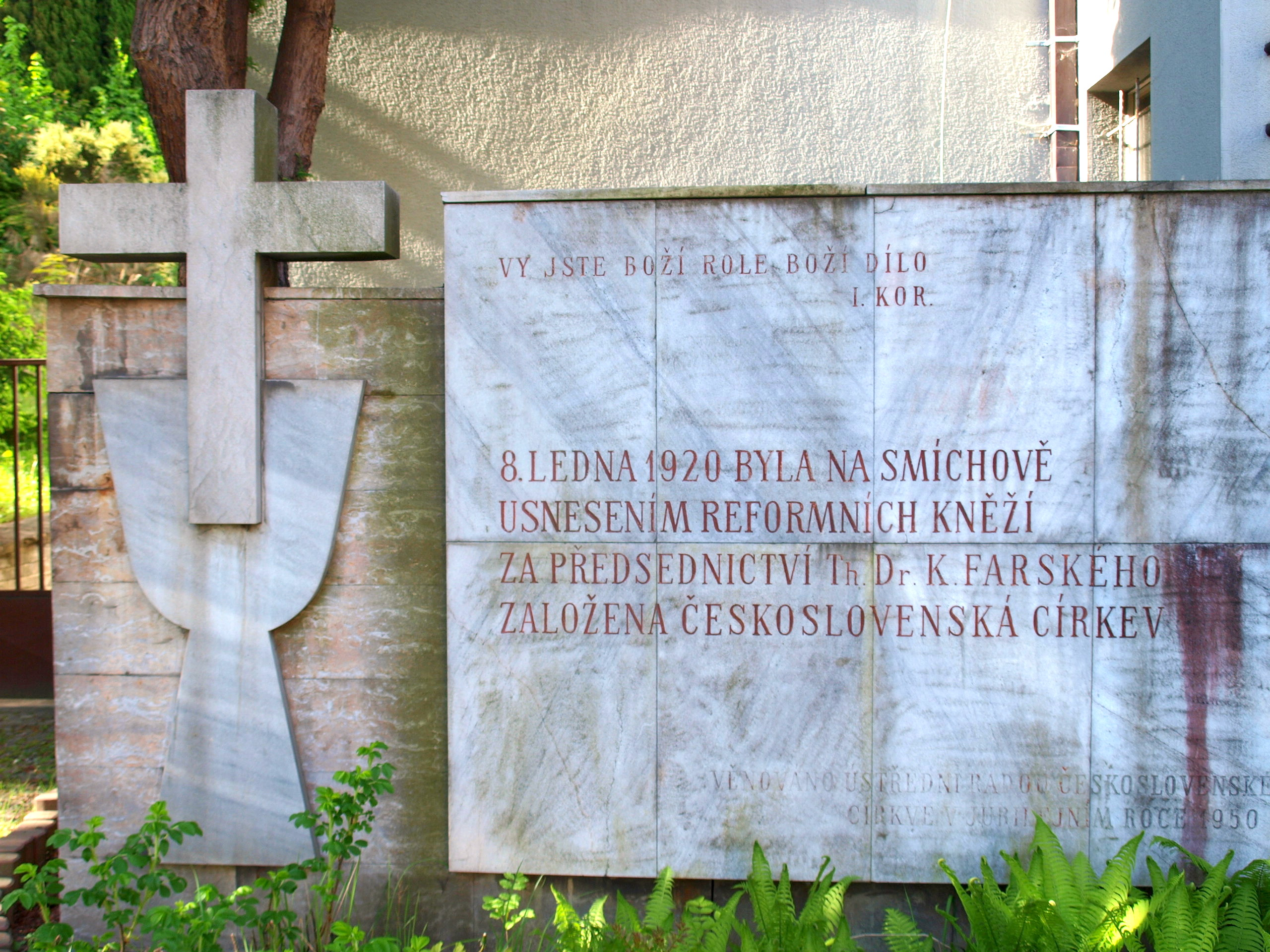
Památník založení církve v Praze na Smíchově

Při hledání vhodných organizačních forem, odpovídajících požadavkům moderní doby, se Církev československá musela ve svých počátcích paradoxně vyrovnávat v prvé řadě s problematikou, dosahující až do samých počátků církevních dějin – s otázkou episkopality a s ní spjatou otázkou svěcení kněžstva. Vedena snahou o zajištění legitimity své mise, hledala Církev československá logicky inspiraci mezi dalšími křesťanskými směry, stojícími mimo římské katolictví, s nímž se rozešla. Vybrala si záhy pravoslaví a obrátila se s prosbou o pomoc při svěcení biskupů k srbské pravoslavné církvi. Klíčový problém konfrontace svobody přesvědčení s kontinuitou tradice, bytostně spjatý s reformismem, se však projevil i zde v podobě střetnutí mezi zastánci takzvaného svobodně křesťanského směru s reformními kořeny na straně jedné a zastánci ryze pravoslavného zaměření s ortodoxními důrazy na straně druhé.

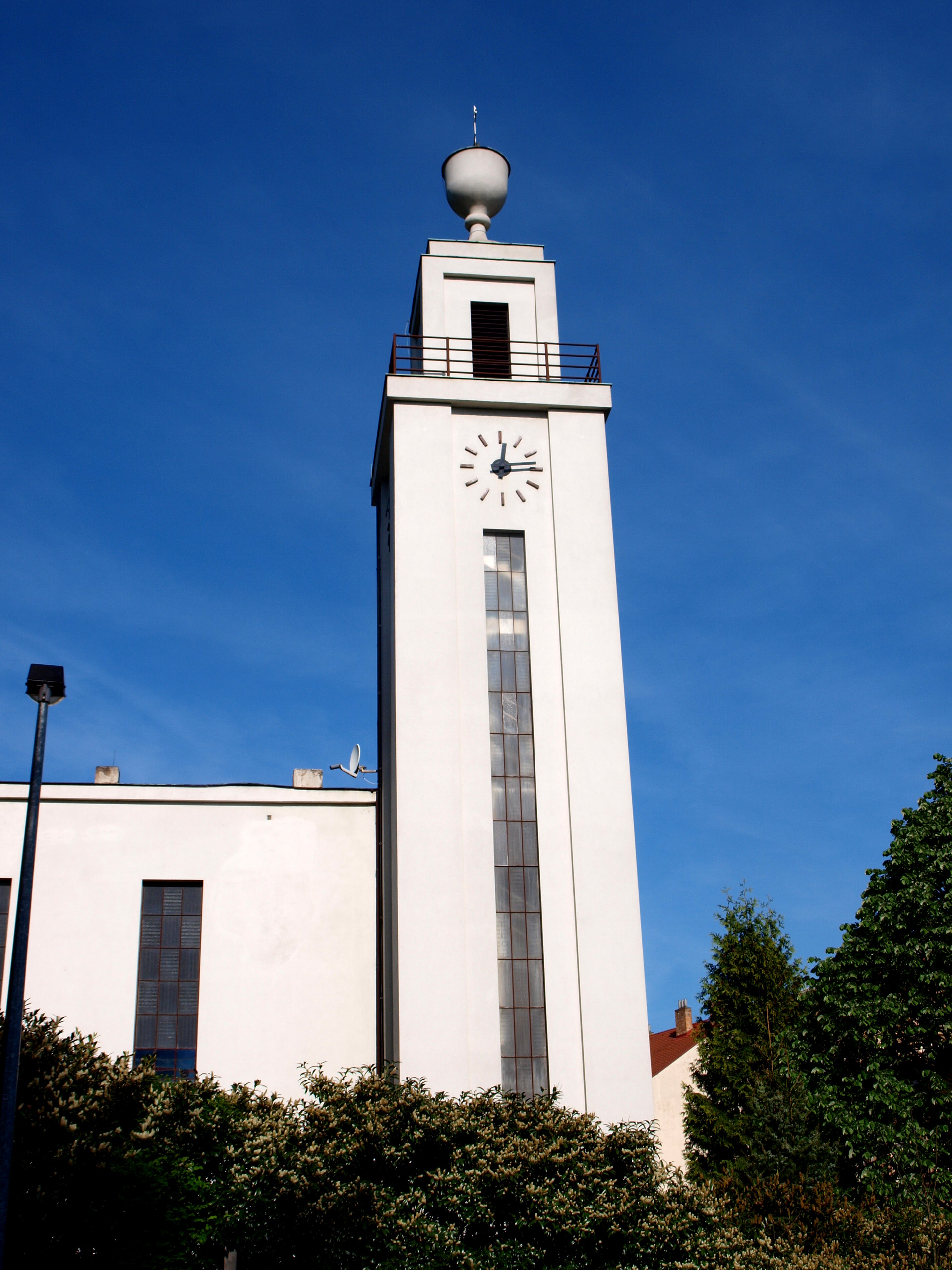
Kostel Husova sboru dr. Karla Farského v Praze na Smíchově (Santoška)

Zastánci pravoslavné orientace zprvu posílili svůj vliv, když v roce 1921 oslabili pozici dvou ze tří kandidátů na biskupský úřad, kteří projevovali svobodně křesťanské tendence. Jedním z nich byl Karel Farský. Srbská pravoslavná církev pak přednostně v září roku 1921 vysvětila pouze třetího z nich, Matěje Pavlíka, jenž přijal při biskupském svěcení mnišské jméno Gorazd. Ten se jako biskup moravské diecéze značnou měrou zasloužil o prosazování pravoslavného směru. Jako většinový se však ukázal Farského svobodně křesťanský směr. Rostoucí napětí kulminovalo v roce 1922, kdy Karel Farský a František Kalous vydali Československý katechismus. Pravoslavné křídlo jej jako nepřijatelný odmítlo, pravoslavný biskup Dositej zastupující srbskou pravoslavnou církev o něm prohlásil, že jde o „panteistický katechismus“, který popírá všechna křesťanská vyznání. V přímé volbě patriarchy, konané v červnu roku 1924, byl pak zvolen dosavadní správce západočeské diecéze K. Farský, který zároveň převzal v této diecézi biskupský úřad. Úspěšné volbě Karla Farského předcházelo dovršení procesu řádného ustavení dalších tří diecézí Církve československé v průběhu roku 1923: dvou v Čechách – západočeské se sídlem v Praze (duben) a východočeské se sídlem v Hradci Králové (květen) – a jedné ve Slezsku s centrem v Radvanicích u Ostravy (prosinec), v jejichž vedení měla Farského svobodně křesťanská koncepce budování církve podporu. Biskup Gorazd se nejprve snažil tento stav zvrátit. Nakonec se ale menšinové pravoslavné křídlo v čele s biskupem Gorazdem, ve snaze naplnit tradiční křesťanskou formu, v roce 1924 s Církví československou rozešlo a začalo posléze budovat ve spolupráci se srbskou pravoslavnou církví na území Československé republiky samostatnou pravoslavnou církevní organizaci.

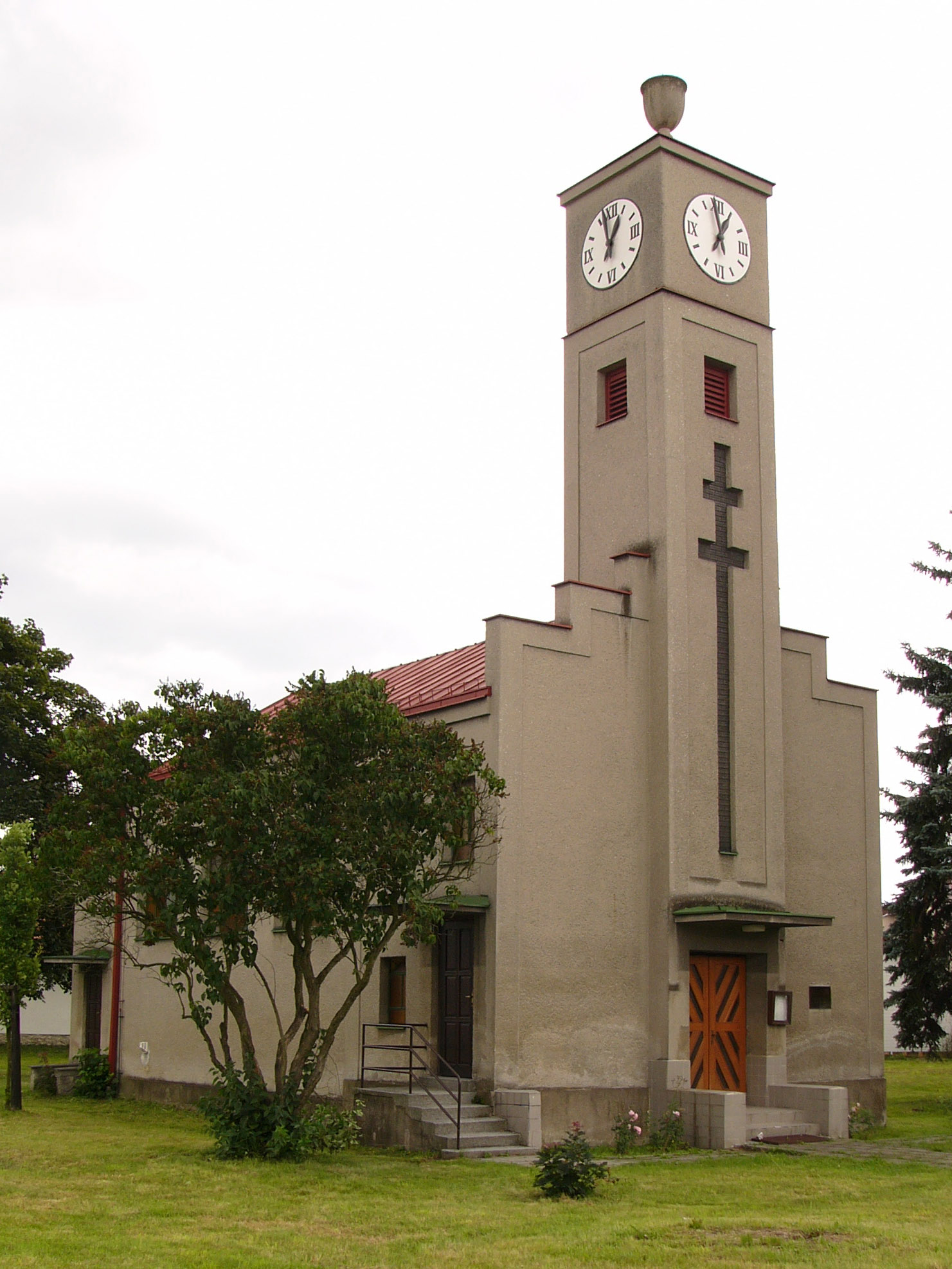
Sbor Prokopa Holého v Olomouci-Černovíře

První zasedání I. řádného sněmu Církve československé se konalo v roce 1924 v Praze. Církev zde sjednotila svou liturgickou a obřadní praxi a zároveň nalezla ekleziologické východisko ve zřizování volených biskupů, kteří neusilovali o dosažení tradiční apoštolské posloupnosti a odvolávali se po vzoru radikální reformace na biblické zdroje mise církve. Sněm též učinil zásadní rozhodnutí o svěcení kněžstva, při němž jako spolusvětitelé vystupují kněží i laici.
Po smrti Karla Farského v roce 1927 byl zvolen a v roce 1928 do úřadu patriarchy uveden biskup východočeské diecéze Gustav Adolf Procházka. Před patriarchou Procházkou stál v prvé řadě základní úkol: dovést ke zdárnému konci jednání I. řádného sněmu. Druhé zasedání tohoto sněmu se konalo v roce 1931 v novém ústředí církve v Praze-Dejvicích. Předmětem hlavního sněmovního jednání se stala zejména věroučná problematika. Na prvém místě je tu třeba uvést schválení základního věroučného dokumentu „Učení náboženství křesťanského pro věřící Církve československé“, na jehož přípravě měl zásadní podíl vysokoškolský pedagog a teolog Alois Spisar.
Církev československá též budovala své mezinárodní kontakty a vyvíjela při zmírňování následků tehdejší velké hospodářské krize rozsáhlé charitativní úsilí. Bohoslovce vychovávala Husova československá evangelická fakulta bohoslovecká, kde měla církev od roku 1935 svoji samostatnou sekci.
Podle sčítání lidu v roce 1930 se k Církvi československé hlásilo v českých zemích skoro 780 000 věřících. Růst církve v tomto období dokumentuje výstižně i fakt, že jejím 260 státem schváleným náboženským obcím sloužilo na konci 30. let již celkem 157 nových sborů. Organizační zajišťování všech těchto velkých úkolů náleží k zásluhám patriarchy G. A. Procházky o církev.

### Církev v období druhé republiky a za protektorátu

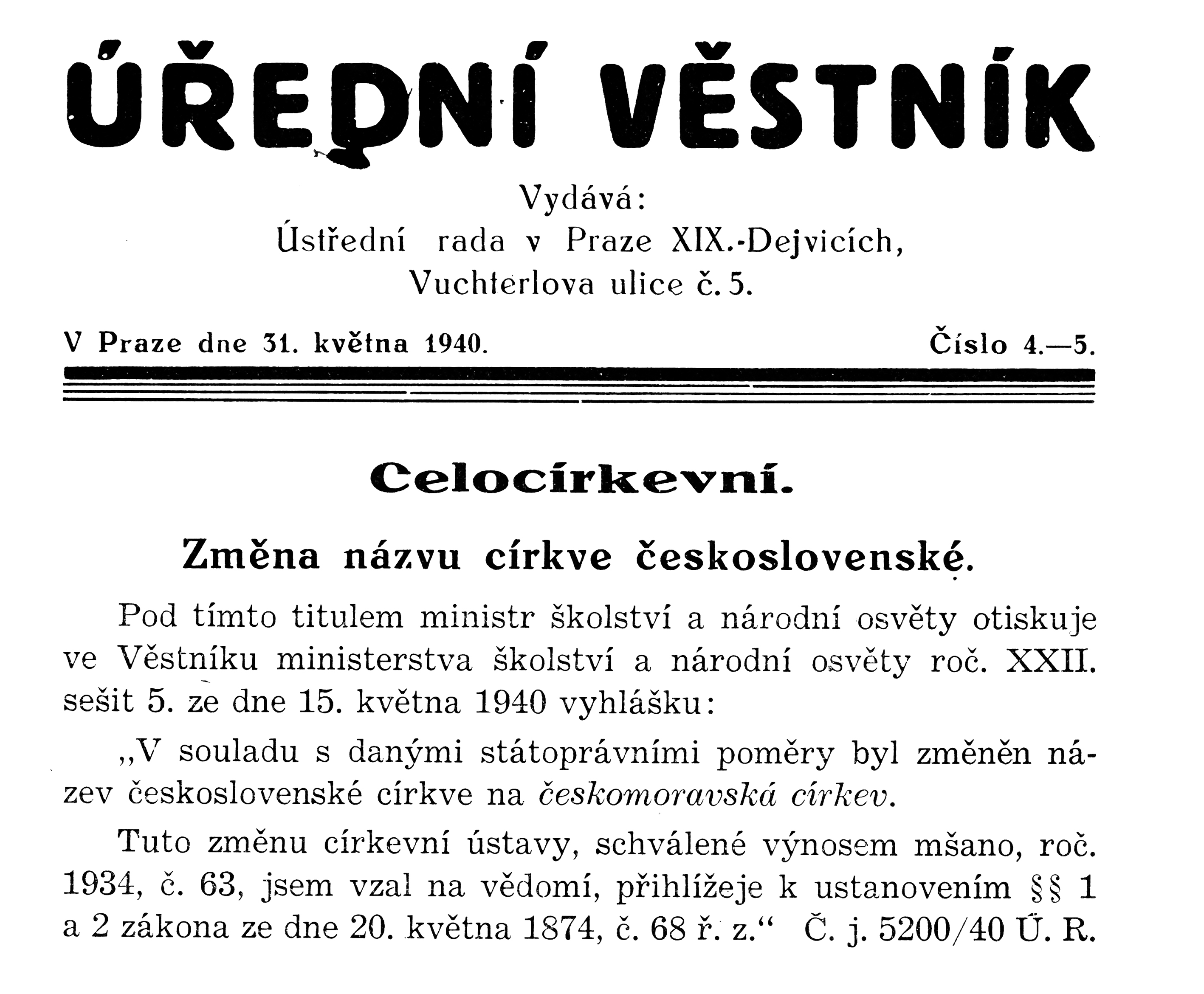
Vynucený název církve byl v květnu 1940 zveřejněn v Ústředním věstníku

Církev byla z rozhodnutí protektorátních úřadů přejmenována na Církev českomoravskou. Tato změna musela být zanesena do všech písemností a dokumentů, také do kronik náboženských obcí včetně titulních stránek. Vzhledem k široké členské základně a působení nejen v českých zemích, ale i na Slovensku, Podkarpatské Rusi a ve Vídni, se církev musela od roku 1938 vyrovnávat se změnami na evropském kontinentu. Oklešťování Československé republiky na podzim 1938 se organizačně i územně dotklo části náboženských obcí v tzv. Sudetské župě, na polském území, na Slovensku a Podkarpatské Rusi. Nejsložitější situace nastala na Těšínsku. Zde byli věřící proti jejich vůli i s dětmi zapsáni polskými úřady jako římskokatolíci, s výjimkou rodin, které se přihlásily k evangelickému vyznání. Všichni duchovní museli opustit své věřící, rady starších byly nuceně rozpuštěny. Zdárný rozvoj církve na Slovensku byl přerušen zejména v důsledku podpisu mnichovské dohody a vídeňské arbitráže. Pouhé tři týdny po vyhlášení Slovenského státu byla 5. dubna 1939 výnosem slovenského ministerstva školství a národní osvěty zrušena doposud platná Ústava CČS a zakázána působnost církve na Slovensku. Církev československá se tak stala první z tzv. malých církví, které byla zastavena činnost. Úhrnem ztratila Církev československá na zabraných územích 37 náboženských obcí. Úbytek členů podle dostupných čísel dosáhl přibližně počtu 45 000. 
Vedle změny názvu církve na „českomoravská“, která byla vynucena tlakem okupačních a protektorátních orgánů, musela Církev českomoravská čelit intervencím protektorátní správy do církevní autonomie (za zemřelého ThDr. Gustava Adolfa Procházku nemohl být zvolen nový patriarcha, ve východočeské diecézi nebyla v roce 1941 potvrzena regulérní volba nového biskupa Jana A. Tabacha) i administrativním restriktivním opatřením v oblasti hospodaření a správy církevního majetku (rekvizice celkem 160 zvonů, válečné škody, snižování dotací atd.). Z 16 periodických časopisů, které CČS(H) v roce 1939 vydávala, mohly pouze dva vycházet až do roku 1945 (Český zápas, Svoboda svědomí).
Věřící Církve českomoravské byli zastoupeni v celé škále odbojových skupin domácího hnutí odporu, výraznou církevní stopu lze vysledovat i v odboji zahraničním (ve Velké Británii u Royal Air Force např. působil vojenský kaplan Karel Vítězslav Vít, po ustavení československé exilové vlády v Londýně byl povolán na ministerstvo zahraničních věcí a pověřen řízením duchovního odboru na V. oddělení kulturní propagandy a studijním František M. Hník). Jako oběť nacistické perzekuce zemřelo osm duchovních (Rudolf Babula, Jaroslav Bendl, Václav Falta, Linhart Hodík, František Janků, Jan Parkán, Vojtěch Schück a Alois Tuháček), 32 duchovních včetně válečného správce pražské diecéze Jana Lomoze bylo dlouhodobě vězněno, dalších 90 kněží se zapojilo do protinacistického odboje, což představuje 39 % všech duchovních, kteří v letech 1938–1945 působili ve farní správě. Počty obětí z řad laiků dosahují takové výše, že je lze jen obtížně vyčíslit.
V církvi se od roku 1938 do roku 1945 setkáváme s celou škálou sociálních aktivit, jimiž Církev českomoravská reagovala na aktuální potřeby společnosti (pomoc uprchlíkům, pronásledovaným a postiženým rodinám, pomoc Židům, ošetřovatelská a zdravotní péče v rodinách, činnost vlastního pohřebního ústavu, ošetřovatelská pomoc v lazaretech během Květnového povstání českého lidu nebo pomoc vracejícím se vězňům). Během Pražského povstání bylo 7. května 1945 přesunuto ilegální rozhlasové vysílání do Husova sboru v Praze na Vinohradech. Z těchto míst zazněla zpráva o podpisu protokolu o kapitulaci německých branných sil i o průniku Rudé armády do hlavního města.

#### Synagogy
Do správy této církve byla židy v roce 1939 kvůli ochraně před nacisty předána synagoga v Kladně, v dalších bývalých synagogách působí Církev československá husitská až z doby po druhé světové válce, například v Doudlebech nad Orlicí, Hořicích, Libáni, Plaňanech, Prostějově, Rousínově nebo Třebíči. Synagogu dostala do správy také náboženská obec ve Kdyni. (Zde byla po roce 1990 předána do správy města a nejbližší náboženské obce se scházejí v Domažlicích a Klatovech.)

### Po roce 1945

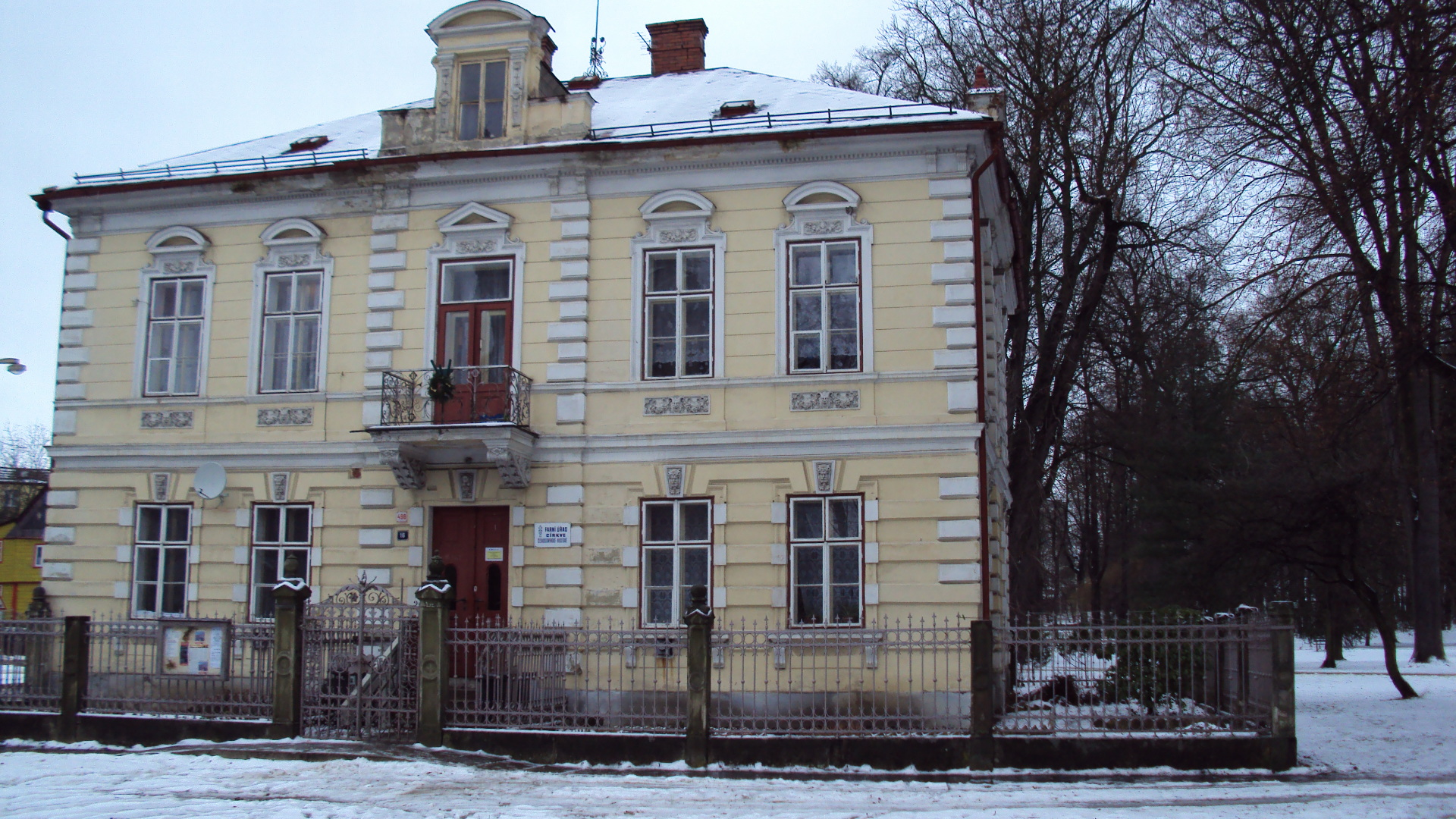
Farní úřad v České Lípě

Po osvobození se církev mohla vrátit k původnímu názvu. Silové působení takzvané Ústřední národní správy Církve československé – akční skupiny několika radikálních členů církve, přechodně zřízené za účelem poválečné očisty a konsolidace brzy po obnovení republiky v roce 1945 – napodobovalo dobové modely účtování s minulostí a předjímalo praktiky rodící se totality. Někteří bývalí představitelé Ústřední národní správy dokonce církev záhy opustili a od roku 1949 se zapojili do činnosti státního dozorového orgánu nad církvemi – Státního úřadu pro věci církevní (např. František Hub). Jeden z bývalých duchovních, Vladimír Průša, který v církvi působil v letech 1942–1945, se v roce 1950 podílel na vzniku filmu Běda tomu, skrze něhož přichází pohoršení.
V poválečných podmínkách církev znovu řádně ustavila své řídící instituce až v roce 1946. Současně zároveň provedla i několik výrazných organizačních změn. Na prvním zasedání II. sněmu v lednu roku 1946 tak došlo k úpravě církevní ústavy. Hodnost patriarchy přestala být doživotní a oddělila se od hodnosti biskupa pražské diecéze. Volebním obdobím byl omezen i výkon biskupské hodnosti. V čele pražské diecéze pak stanul teolog starozákonní vědy Miroslav Novák, bývalý předseda Ústřední národní správy. Na druhém zasedání II. sněmu v roce 1946 byl sice třetím patriarchou zvolen významný teolog – biblista a vysokoškolský pedagog František Kovář.
Na počátku padesátých let se jevila Církev československá vnějšímu pozorovateli v podobě mohutného společenství, úspěšně se rozrůstajícího jako nikdy před tím. K církvi se hlásilo skoro 947 000 věřících. Růst Církve československé zvláště vynikal ve srovnání se státními zásahy, postihujícími římskokatolickou církev. Tento kontrast byl však vyvoláván uměle v rámci taktického postupu totalitního státu, uplatňujícího vůči jednotlivým křesťanským církvím diferencovaný přístup. Základní strategií však byla postupná likvidace všech církví bez rozdílu, Církev československou nevyjímaje.
Od roku 1947 vstoupily do duchovenské služby Církve československé první ženy – farářky. Podíl žen na duchovenské práci v církvi se v následujících letech stále zvyšoval a tato tendence trvá do současnosti.
V 50. a v 60. letech reagovaly sněmy církve na tlaky totalitního státu (III. sněm v roce 1950, IV. sněm v roce 1956, V. sněm v roce 1961). Sněm v roce 1961 schválil nový ústavní dokument, nazvaný "Zřízení", umožňující pružně regulovat život církve pomocí tzv. Organizačního řádu. Aby Církev československá obstála v těžkých podmínkách, vyvinula na poli své teologické práce pozoruhodné intelektuální úsilí. Východisko bylo nalezeno v prohlubování duchovního rozměru života církve. Toto směřování bylo zároveň spjato s rozvíjením biblické teologie, která hledala svou inspiraci v biblismu české reformace. Centrem teologické práce se stala nová Husova československá bohoslovecká fakulta v Praze, zřízená vládním nařízením č. 112 v červnu roku 1950. Tato fakulta představovala novou příležitost k obsazení všech teologických oborů mladými odborníky a byla jedním z mála pozitivních momentů v životě církve v této jinak temné době. V roce 1961 byl v pořadí čtvrtým patriarchou CČS zvolen Miroslav Novák, který dříve už od roku 1946 zastával úřad pražského biskupa.
Od roku 1963 je církev členem Světové rady církví (WCC). Pražská farářka Martina Viktorie Kopecká byla ve volebních obdobích 2017 až 2021 členkou výkonného výboru Světové rady církví.

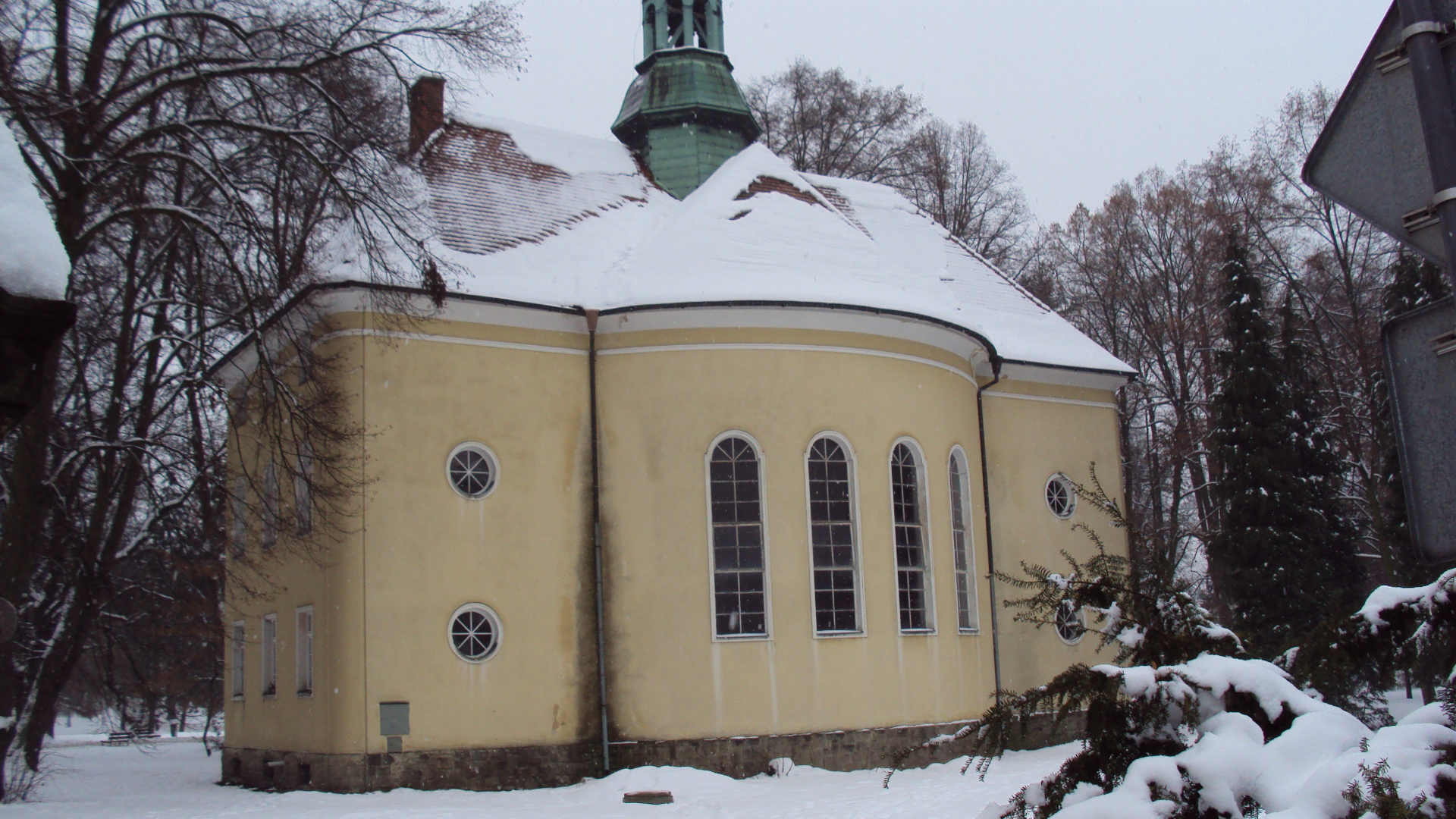
Kostel v České Lípě poblíž fary

V roce 1968 se Československá církev přihlásila k demokratizaci politického života a postavila se také proti okupaci Československa vojsky Varšavské smlouvy. Roku 1971 církev na VI. řádném sněmu doplnila svůj název přívlastkem "husitská" a přijala základní věroučný dokument „Základy víry“. Církev zde zdůraznila trojiční charakter své teologie a svoji christologii důsledně vyložila s pomocí pojmů, vycházejících z tradice české reformace. Na formulaci dokumentu měl zásadní podíl teolog a vysokoškolský pedagog Zdeněk Trtík.
Převratný počátek 90. let minulého století, následující po „sametové revoluci“ z roku 1989, otevřel církvi netušené možnosti. Husova československá bohoslovecká fakulta byla v roce 1990 inkorporována do svazku fakult Karlovy univerzity v Praze jako Husitská teologická fakulta. VII. sněm církve, který pak reagoval na převratné společenské změny, proběhl ve třech zasedáních. Ve svém prvním a druhém zasedání, následujících těsně po sobě v březnu roku 1991, zvolil sněm pátým patriarchou brněnského biskupa Vratislava Štěpánka a odstranil ze Zřízení církve schvalovací právo státu.
V roce 1994 podepsala Církev československá husitská Leuenberskou konkordii, jež jí umožnila v rámci CPCE sdílet s protestantskými a jinými nekatolickými církvemi, které přijaly tento dokument, „kazatelnu a stůl Páně.“ V roce 1994 též zvolilo volební sněmovní shromáždění pražského faráře Josefa Špaka šestým patriarchou. V roce 1999 byla do olomouckého biskupského úřadu zvolena Jana Šilerová, která se tak stala první biskupkou z postkomunistické Evropy.
Církev si v dubnu 1999 zvolila svou první biskupku Janu Šilerovou, nicméně již v lednu 1999 kardinál Miloslav Vlk učinil veřejné prohlášení, kterým volbu ženy do biskupského úřadu odsoudil a zmínil budoucí zhoršení ekumenických vztahů v důsledku této volby. Po kritice ze strany CČSH římskokatolická církev se od jeho prohlášení distancovala a uvedla, že nehodlá oponovat této volbě. V roce 2000 se biskupského svěcení Jany Šilerové účastnili i představitelé římskokatolické církve.
V letech 2001–2014 v celkem šesti zasedáních proběhl VIII. sněm církve. Při jednom z nich byl v září roku 2001 zvolen sedmým patriarchou církve Jan Schwarz, který však z funkce odstoupil v roce 2005. V následujícím přechodném období se stal správcem církve biskup hradecké diecéze Štěpán Klásek. V roce 2006 církev zasáhla kauza pražského biskupa Karla Bicana.Bolestnou aféru podtrhlo, že diecézní shromáždění Bicana v lednu 2007 těsně potvrdilo ve funkci i proti přání Ústřední rady CČSH a patriarchy, ale Ústřední rada CČSH jej v dubnu suspendovala a v listopadu abdikoval. V roce 2011 Ministerstvo kultury ČR provedlo audit hospodaření CČSH, v souvislosti s kterým se objevily nesrovnalosti, které se nakonec ale nepotvrdily.
Církev československá husitská udržuje tradici každoročních bohoslužeb ve výroční den mučednické smrti M. J. Husa, konaných v Praze, v Betlémské kapli, které dnes mají své trvalé místo ve veřejných sdělovacích prostředcích. Na pátém zasedání VIII. sněmu v září roku 2006 byl do čela církve zvolen pražský farář Tomáš Butta jako její osmý patriarcha. Církevní volební sněm jej v roce 2013 opětovně zvolil na další sedmileté funkční období, stejně tak v roce 2020. Pod jeho vedením církev zejména úspěšně dokončila rozsáhlou věroučnou, liturgickou i právní sněmovní agendu v roce 2014 a posléze rekonstruovala též památník Mistra Jana Husa v Husinci jako důstojný příspěvek k roku 2015 – 600. výročí Husovy mučednické smrti.
V lednu 2020 si připomněla 100. výročí svého vzniku mottem 'Sto let služby Bohu, sto let pomoci člověku'.

## Organizační struktura
CČSH od počátku působila na území celého Československa, ovšem ve skutečnosti představovala významnou skupinu pouze v českých zemích; na Slovensku byl její vliv velmi malý a omezoval se prakticky pouze na Čechy tam žijící. Podobně církev působila do roku 1939 na Podkarpatské Rusi. Tomu odpovídá i dnešní organizace církve – v Česku je tvořena asi 290 církevními obcemi, které se sdružují do 5 diecézí (pražské, brněnské, královéhradecké, olomoucké a plzeňské), zatímco území Slovenska pokrývá jediná diecéze (bratislavská) se čtyřmi obcemi.
V současné době je základním dokumentem, jímž se církev řídí, Ústava Církve československé husitské přijatá v roce 2005 a prováděná mj. Řádem duchovenské služby z roku 2005. Podle dokumentů je základní jednotkou církve náboženská obec vedená farářem nebo farářkou či administrátorem a radou starších. V čele církve stojí ústřední rada, složená ze zástupců diecézí, biskupů, představitelů Husitské teologické fakulty Univerzity Karlovy a patriarchy. Ten je nejvyšším celocírkevním představitelem a je volený na 7 let. Charakteristickým rysem církve je spoluúčast laiků na vedení církve. Podle Ústavy má tedy církev presbyterní zřízení (účast zvolených presbyterů na řízení církve) s episkopálními prvky.
Každý stupeň církevní hierarchie (obec, diecéze, celocírkevní úroveň) má vedle personálních představitelů také shromáždění (Shromáždění obce, Diecézní shromáždění, Církevní sněm a Církevní zastupitelstvo jako dva zákonodárné orgány), správní orgán (rada starších, diecézní rada, ústřední rada) a také soudní a revizní orgány. Na úrovni obce tvoří shromáždění všichni členové, volená shromáždění na vyšších stupních jsou obsazena také virilními členy. Vikariáty, které tvoří mezistupeň mezi církevní obcí a diecézí, mají na rozdíl od ostatních stupňů církevní správy charakter výhradně organizační jednotky.
Obecné označení církevní stavby církve československé husitské se zdůrazněním živého shromáždění se obvykle nazývá sbor, např. Husův sbor, Sbor Dr. Karla Farského, Sbor Jana Amose Komenského, Sbor Mistra Jakoubka ze Stříbra a další (více než 75 % pojmenovaných objektů CČSH). Dalšími výrazy v druhové složce pojmenování jsou např. kaple (Betlémská kaple v Besednici) či kostel (kostel sv. apoštolů Jana a Pavla v Malíně u Kutné Hory).

## Věřící
Při sčítání lidu v roce 2011 v České republice měla CČSH ze všech církví nejméně příznivou věkovou strukturu – 68 % osob hlásících se k této církvi bylo ve věku 60 nebo více let.

## Patriarchové

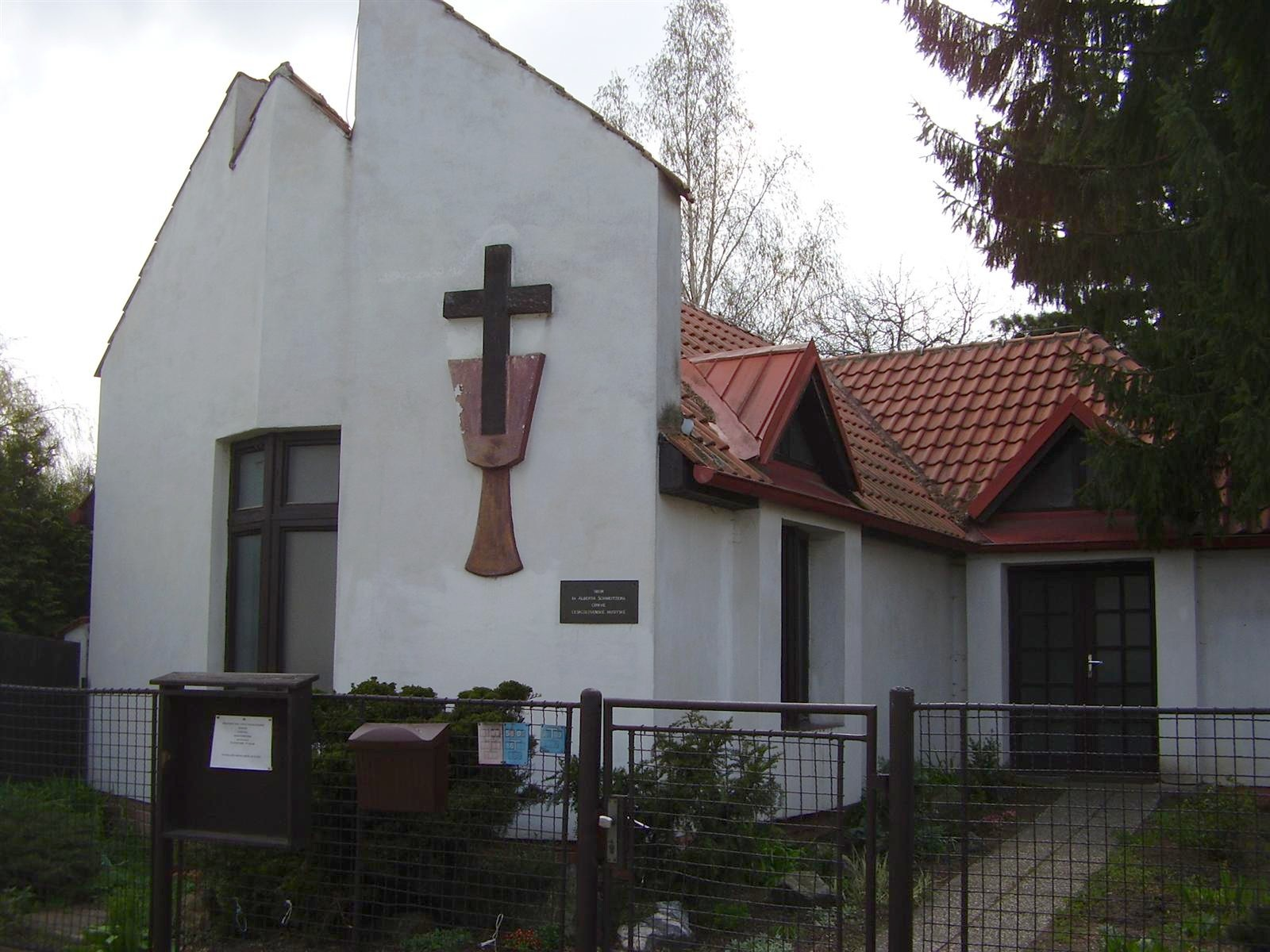
Modlitebna CČSH v Hostivici u Prahy

Patriarcha je nejvyšším představitelem Církve československé husitské. (V případě, že by tuto funkci zastávala žena, nese titul generální biskupka.) V této funkci se vystřídali:
- Karel Farský (1924–1927)
- Gustav Adolf Procházka (1928–1942)
- František Kovář (1946–1961)
- Miroslav Novák (1961–1990)
- Vratislav Štěpánek (1991–1994)
- Josef Špak (1994–2001)
- Jan Schwarz (2001–2005)
- Tomáš Butta (2006-)

## Základní rysy

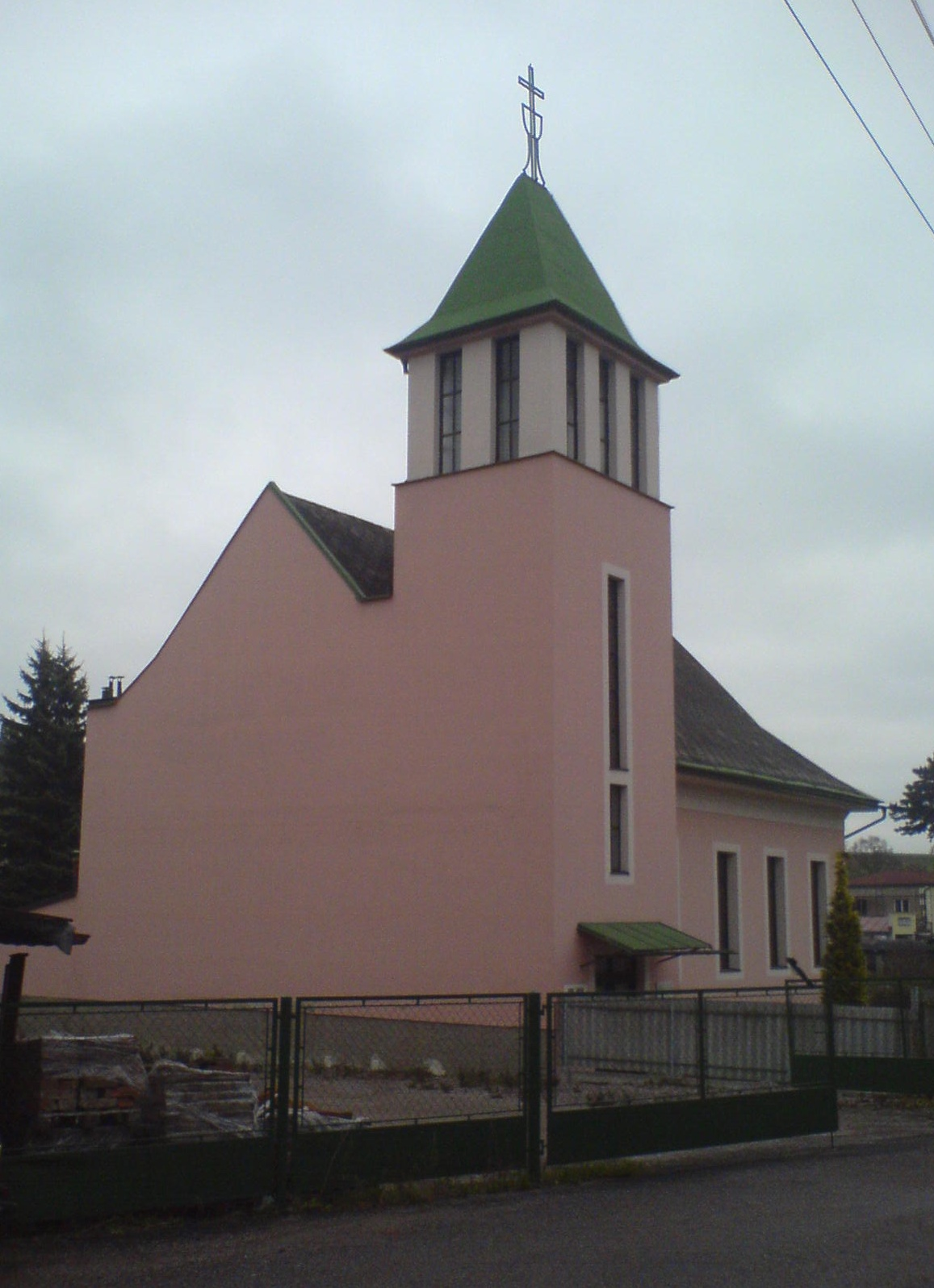
Kostel ČCSH v Žamberku

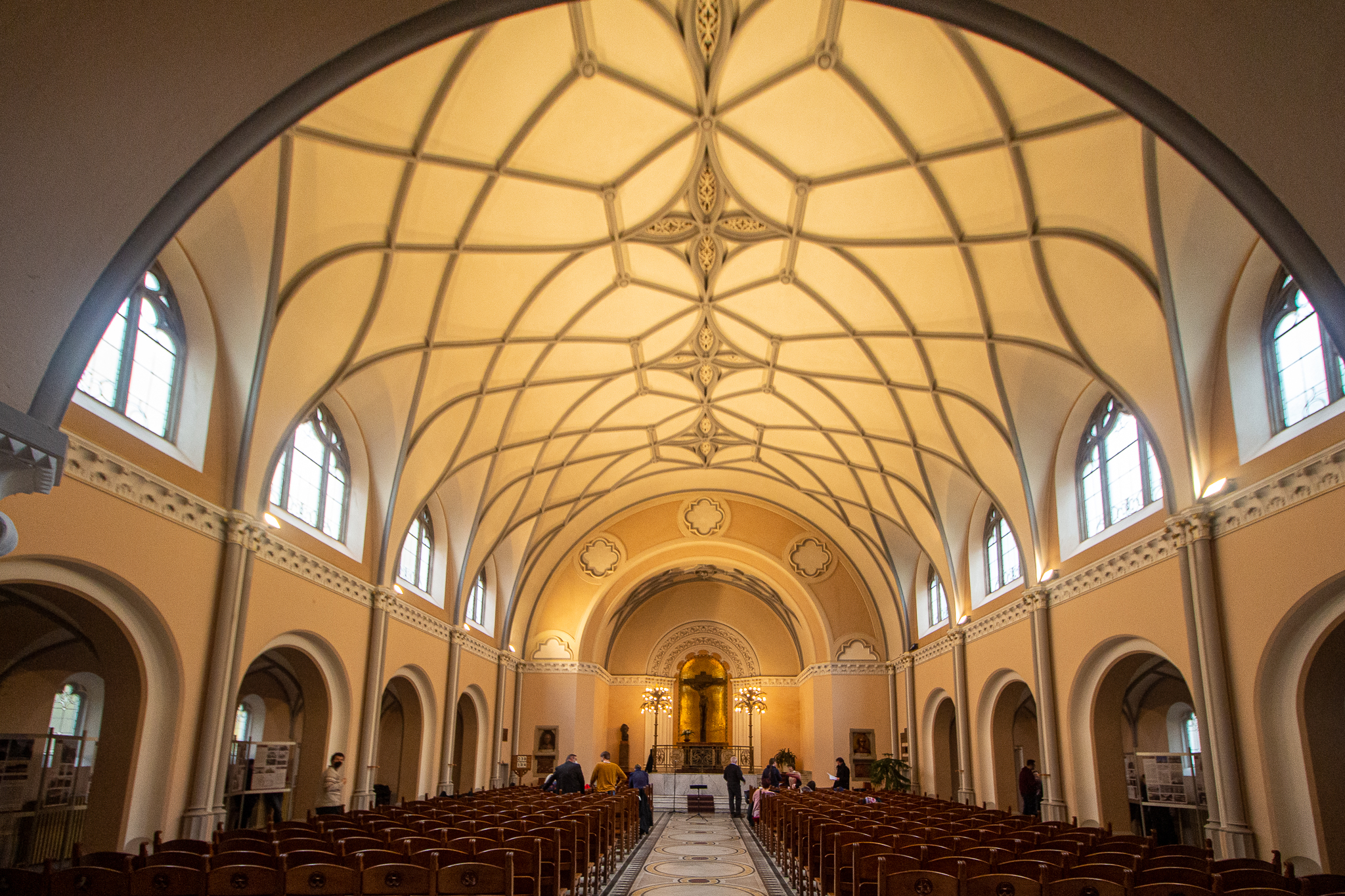
Husův sbor, Praha 6 - Dejvice

Základní specifika této církve jsou definována takto:
1. Úcta k vědecké pravdě a otevřenost vůči světu: Podle CČSH je poznávání konečné a jediné Pravdy pouze částečné. Pravdu chápe nejen jako princip poznání, ale jako odpovědný vztah k Bohu i k člověku. Co je pravdivé, je i dobré (charakter etický); co je pravdivé, je i krásné (charakter estetický). S tím souvisí kladný a porozumivý vztah ke světu vůbec. Věrné zvěstování evangelia současnému člověku znamená dějinnou tvořivou moc.[64]
2. Apostolicita a reformační charakter: Obojí chápe duchovně. Apoštolskost církve je určena věrným uchováváním a předáváním ryzí biblické zvěsti a její aktualizaci oživující mocí Ducha svatého. Reformační charakter spočívá v neustálém pročišťování církevní tradice na základě biblické zvěsti pod normou Ducha Kristova.[64]
3. Zpřítomnění jako liturgický princip: Sám živý Kristus, který se z Otcova příkazu a podle svých slibů v moci Ducha svatého spásně zpřítomňuje při svátostném jednání církve, si z ní činí své tělo na této Zemi.[64]
4. Presbyterní zřízení s episkopálními prvky: Vychází z obecného kněžství Kristova lidu. Služby kněžství celé obecné církve Kristovy jsou přenášeny při svěcení kněžstva „na osoby způsobilé a osvědčené“, muže a od roku 1947 i ženy, aby byla zajišťována nezkrácenost a jednota tří Kristových úřadů (prorockého – učitelského, královského – pastýřského, kněžského – obětního). Služby jsou rozčleněny podle míry svěřené odpovědnosti na službu jáhenskou, kněžskou a biskupskou. Presbyterním zřízením se míní účast zvolených presbyterů (starších) na řízení církve.[64]

Církev československá husitská se ve svém učení dává vést svědectvím a zvěstí Bible. Z církevní tradice přijímá to, co je s Písmem svatým ve shodě. Biblická orientace jí otevřela důležité poznání, že existuje jediná církev Kristova na celém světě, která je složena z křesťanů ve všech organizacích křesťanských církví.[zdroj?]
Základem církevního života jsou pravidelné nedělní bohoslužby s liturgií dr. Karla Farského. Bohoslužba má dva vrcholy – zvěstování biblického poselství Božího slova a zpřítomnění Krista jako živého Pána církve a skrytého Pána dějin ve společenství při večeři Páně.[zdroj?]
Církev vysluhuje sedm svátostí – křest, biřmování, večeři Páně, pokání, manželství, útěchu nemocných a svěcení kněžstva.
Církev zajišťuje shromáždění duchovní péče o děti, mládež a dospělé a koná pravidelné biblické hodiny. Duchovní a jeho spolupracovníci se starají také o osobní duchovní péči, a to zejména při návštěvách v rodinách, u nemocných, osamělých, pozůstalých a dalších zájemců o setkání s představiteli církve. Duchovního lze požádat o tzv. pastorační rozhovor anebo o soukromou zpověď. Duchovní je vázán zpovědním tajemstvím.